# ژلیکو تسیتسوویچ
ژلیکو تسیتسوویچ (صربی: Željko Cicović؛ زادهٔ ۲ سپتامبر ۱۹۷۰) بازیکن فوتبال اهل صربستان بود.
از باشگاه‌هایی که در آن بازی کرده‌است می‌توان به باشگاه فوتبال راد و باشگاه فوتبال لاس پالماس اشاره کرد.
وی همچنین در تیم ملی فوتبال صربستان و مونته‌نگرو بازی کرده‌است.